# Uchidanurinae
Uchidanurinae zijn een onderfamilie van springstaarten binnen de familie van Neanuridae en telt 8 geslachten en 16 soorten.

## Geslachten
- Acanthanura (2 soorten)
- Assamanura (1 soort)
- Caledonimeria (1 soort)
- Denisimeria (3 soorten)
- Holacanthella (5 soorten)
- Megalanura (1 soort)
- Uchidanura (2 soorten)
- Womersleymeria (1 soort)